# Tarnobrzeg

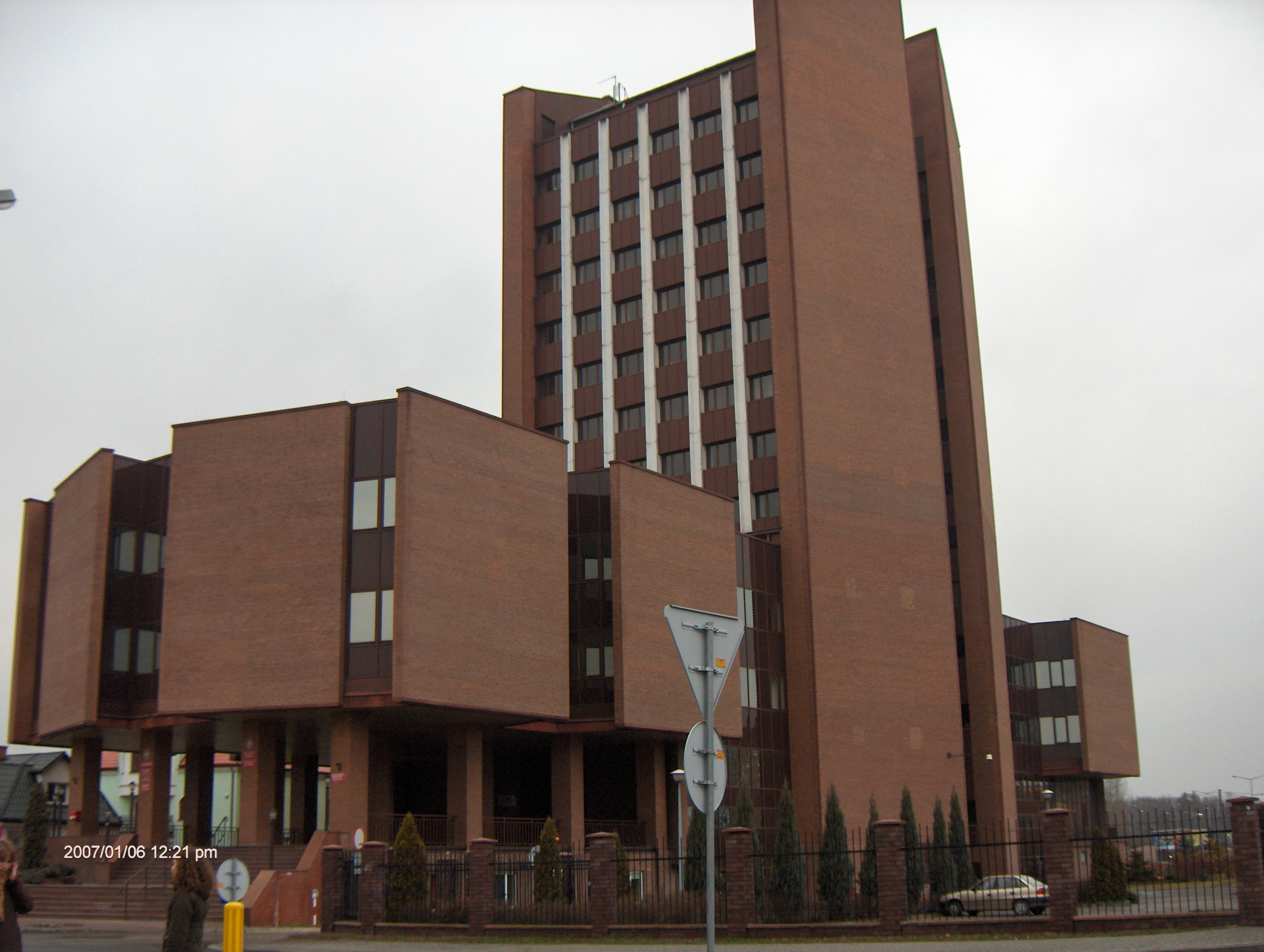
Bíróság és ügyészség épülete Tarnobrzegben

Tarnobrzeg járási jogú város Lengyelországban a Kárpátaljai vajdaságban. A város volt a Tarnobrzegi járás székhelye 1867-1975 között és a Tarnobrzegi vajdaság székhelye 1975-1998 között. Tarnobrzerget tartják a „lengyel kén fővárosának”.
A város a Visztula partján fekszik. A legutóbbi időkig a legjelentősebb kénbányák voltak a közelben és itt volt kénsavgyártás központja. (Jelenleg a kénbányák nagy része felszámolás alatt van.) A várost 1593-ban alapította a Tarnowsky-család „Nowy Tarnów” (Új Tarnów) néven, és rövidesen kereskedelmi és ipari központtá vált. A svédekkel folytatott háborúk során komoly károkat szenvedett és csak a II. világháború után virágzott fel újra, amikor a kénipar központja lett. Említésre érdemes a „Ponar” szerszámgép gyár és a megszűnt textilgyár.
Az 1990-es évektől az egykori külszíni kénbánya helyén mesterséges tó létesült (kb. 460 ha), melyet üdülőhellyé kívánnak fejleszteni. Tarnobrzegen keresztül vezet a Faépítészet útvonalai közül az egyik.
A régi időkben Kis-Lengyelországhoz tartozott, a Sandomierzi vajdaságon belül.

## Földrajzi helyzete
Tarnobrzeg a Sandomierzi völgykatlanban fekszik. A vidék földje homokos, sokfelé termelnek gabonát, rozsot és kukoricát. Sok földet erdősítettek. A leggyakoribb fafajták: fenyő, tölgy, bükk, éger és nyír.

## Városrészek
A város 15 kerületre oszlik. Ezek:
- Dzików
- Miechocin
- Mokrzyszów
- Nagnajów
- Ocice
- Piastów
- Przywiśle
- Serbinów
- Siarkowiec
- Sielec
- Sobów
- Stare Miasto
- Wielopole
- Wielowieś
- Zakrzów

## Műemlékek
- Domonkos kolostor és templom a 17. század végéről
- Domonkos apácák kápolnája és kolostora a 19. század közepéről
- a Tarnowski-család palotája Dzikówban
- zsidó temető - alapítva 1930-ban
- zsinagóga a régi zsinagóga helyén
- Mária Magdolna-templom Miechocinben a 14. századból
- Szent Gertrud és Szent Mihály-templom Wielowiesben a 19. századból
- vadászkastély Mokrzyszówban
- zsidó síremlék (ohel) a zsidó temető mellett a Sienkiewicz utcában
- udvarház Nagnajówban

## Fordítás
- Ez a szócikk részben vagy egészben  a   Tarnobrzeg című lengyel Wikipédia-szócikk fordításán alapul.  Az eredeti cikk szerkesztőit annak laptörténete sorolja fel. Ez a jelzés csupán a megfogalmazás eredetét és a szerzői jogokat jelzi, nem szolgál a cikkben szereplő információk forrásmegjelöléseként.